# Hirundapus
Hirundapus is een geslacht van vogels uit de familie gierzwaluwen (Apodidae).

## Soorten
Het geslacht kent de volgende soorten:
- Hirundapus caudacutus  – Stekelstaartgierzwaluw
- Hirundapus celebensis  – Zwarte stekelstaartgierzwaluw
- Hirundapus cochinchinensis  – Witbuikstekelstaartgierzwaluw
- Hirundapus giganteus  – Reuzenstekelstaartgierzwaluw